# Фаналока
Фаналока (лат. Fossa fossana) је врста звери из породице мадагаскарских звери (Eupleridae). Фаналока се понекад назива и мадагаскарска цибетка, или мадагаскарска пругаста цибетка, али пошто није сродна цибеткама, ове називе треба избегавати.

## Распрострањење
Ареал фаналоке је ограничен на Мадагаскар.

## Станиште
Станиште врсте су шуме. 

## Угроженост
Ова врста је на нижем степену опасности од изумирања, и сматра се скоро угроженим таксоном.